# Schleifenverstärkung

Schleife mit negativer Rückkopplung

Die Schleifenverstärkung (Ag) gibt in der Elektrotechnik an, um welchen Faktor ein Signal verstärkt wird, welches in einer elektronischen Schaltung einer Rückkopplung ausgesetzt ist, wenn es einmal die Schleife durchläuft. Rückkopplung heißt in diesem Fall, dass ein Teil einer verstärkten Ausgangsspannung auf den Eingang zurückgeführt wird. Mit Durchlauf einer Schleife ist hier der Durchlauf des Signals von einem Punkt bis zu diesem Punkt zurück gemeint. Der Begriff der Schleifenverstärkung ähnelt dem Konzept der Kreisverstärkung in der Regelungstechnik und des Dispositionsindex in der biomedizinischen Kybernetik.
Zur Ermittlung trennt man die Schleife an beliebiger Stelle auf und speist – entweder tatsächlich mit einem Signalgenerator oder nur als Gedankenversuch – ein schwaches (Wechselspannungs-)Signal ein. Dieses wird an einer Stelle der Schaltung verstärkt, an anderer abgeschwächt und kommt nach dem Durchlaufen einiger Bauelemente wieder an der Trennstelle an. Dann besitzt es entweder mehr oder weniger Amplitude als das eingespeiste Signal. Das Verhältnis der beiden Amplituden ist die Schleifenverstärkung der Schaltung.
Für die Beurteilung der Auswirkungen kommt es auch auf die Phasenverschiebung des eingespeisten Signals an.
Bei einem Oszillator gilt das Stabilitätskriterium von Barkhausen:
- Die Phasenverschiebung muss 0° oder 360° betragen.
- Ist die Schleifenverstärkung mindestens gleich 1, dann erzeugt die Schaltung eine Schwingung.
- Ist die Schleifenverstärkung größer als 1, steigt die Amplitude der Schwingung so lange an, bis – meist durch Übersteuerung der Verstärkers – die Amplitude nicht mehr wachsen kann.
- Ist die Schleifenverstärkung kleiner als 1, wird die Amplitude einer irgendwie entstandenen Störung immer kleiner (gedämpfte Schwingung).

Ist die Phasenverschiebung gleich 180°, spricht man von einer Gegenkopplung oder negativen Rückkopplung. Bei vielen Schaltungen ändert sich die Phasenverschiebung als Funktion der Frequenz. Das ist beispielsweise bei der Bemessung von der Schaltung von Operationsverstärkern zu berücksichtigen.